# NGC 5287
NGC 5287 ist eine 15,3 mag helle linsenförmige Galaxie vom Hubble-Typ S0 im Sternbild Jagdhunde und etwa 830 Millionen Lichtjahre von der Milchstraße entfernt.
Sie wurde am 25. Mai 1881 von Édouard Stephan entdeckt.